# Stephen Campbell Moore
Stephen Campbell Moore, egentligen Stephen Thorpe, född den 30 november 1979 i London, är en brittisk film- och teaterskådespelare. Mellan 2014 och 2018 var han gift med skådespelerskan Claire Foy.
Stephen Campbell Moore studerade på Guildhall School of Music and Drama fram till 1999. Hans skådespelarkarriär började vid teatern. Han tillhörde Royal Shakespeare Company och spelade bland annat på Royal National Theatre. Den brittiske regissören Stephen Fry engagerade honom 2003 för sin film Bright Young Things.

## Filmografi (i urval)
- 2004 – A Good Woman
- 2006 – Amazing Grace
- 2006 – The History Boys
- 2008 – The Bank Job
- 2008 – The Children
- 2008 – Ashes to Ashes (TV-serie)
- 2009 – Sea Wolf (TV-serie)
- 2010 – Ben-Hur
- 2011 – Season of the Witch
- 2011 – Johnny English Reborn
- 2013 – Ben Hur (TV-serie)
- 2013 – The Wrong Mans
- 2014 – Our Zoo (TV-serie)
- 2015 – Man Up (TV-serie)
- 2019 – Downton Abbey